# Herb Twardogóry
Herb Twardogóry – jeden z symboli miasta Twardogóra i gminy Twardogóra w postaci herbu.

## Wygląd i symbolika
Herb przedstawia na niebieskiej tarczy czerwony zamek posiadający trzy wieże pokryte czarnymi daszkami. W środkowej wieży brama jest otwarta. Zamek stoi na zielonej górce. Z lewej i prawej strony zamku stoją zielone drzewa. Nad zamkiem umieszczony jest anioł w locie.
Zamek w herbie nawiązuje do zbudowanego w mieście w XVII wieku zamku.

## Historia
Wizerunek herbowy z niewielkimi zmianami (np. czerwone tło, biały zamek) używany jest od 1681 roku. Obecny jego kształt budzi jednak zastrzeżenia heraldyków co do jego heraldycznej poprawności.